# Margarethe Held
Margarethe Held, född 19 mars 1911, var en friidrottare från Österrike. Hon deltog vid olympiska sommarspelen 1936.